# Bubacarr Michael Baldeh
Bubacarr Michael „Buba“ Baldeh (* 11. November 1953 in Mansajang; † 9. Juli 2014 in Dakar) war ein gambischer Politiker und Journalist.

## Leben
| Parlamentswahl | Stimmen | Stimmanteil      |
| -------------- | ------- | ---------------- |
| 1982           | 2.720   | 60,22 %          |
| 1987           | n/a     | nicht angetreten |

| Parlamentswahl | Stimmen | Stimmanteil |
| -------------- | ------- | ----------- |
| 1992           | 6.028   | 94,44 %     |

Baldeh der die Volksgruppe der Fulbe angehörte, ist der Sohn von Michael Baldeh († Juli 1965) und wurde von Assan Musa Camara „adoptiert“, der seine Ausbildung auf der St. Augustine’s High School in Banjul finanzierte. Tätig war Baldeh ab 1972 als Angestellter im Büro des Divisional Commissioners in Basse Santa Su. Ab 1977 war er Leiter einer Nichtregierungsorganisation in der Upper River Division, der Freedom from Hunger Campaign (FFHC), die er 1982 verließ.
Politisch bekannt wurde er erstmals in den frühen 1980er Jahren als Generalsekretär des Jugendflügels der People’s Progressive Party (PPP). Zu den Parlamentswahlen 1982 erwartete Baldeh, den alternden Amtsinhaber Kebba J. Krubally als PPP-Kandidat für den Wahlkreis Basse zu ersetzen, doch letzterer wurde beibehalten; Baldeh trat dann als Unabhängiger an und bot auch Unabhängigen in drei anderen Wahlkreisen Unterstützung an.
Baldeh war mit 60,22 % der Stimmen im Wahlkreis, einer von fünf gewählten unabhängigen Kandidaten, schaffte es jedoch nicht, der unabhängigen Gruppe im House of Representatives eine wirksame Führung zu geben, und wurde 1985 wegen wiederholter Abwesenheit aus dem Parlament ausgeschlossen. Er nahm nicht an der Wahl von 1987 teil, sondern wurde, nachdem er seinen Frieden mit der PPP geschlossen hatte, um 1989 als „nominierter“ Abgeordneter ins Parlament berufen und im Mai 1990 zum Parlamentarischen Sekretär im Gesundheitsministerium ernannt. 1992 wurde er nach dem Rücktritt von Momodou C. Jallow als PPP-Kandidat für den Wahlkreis Jimara ausgewählt. Nach seinem leichten Sieg, bei dem er 94,44 % der Stimmen erhielt, wurde er als Minister für Jugend, Sport und Kultur in das Kabinett berufen, ein Amt, das er zum Zeitpunkt des Putschs 1994 innehatte.
Obwohl Baldeh 1994 zweimal von der Regierung Yahya Jammeh verhaftet wurde, unterstützte er 1996 öffentlich das neue Regime. 2001 wurde er Chefredakteur des Daily Observer, der seit 1999 im Besitz der Regierung war. Er wurde im November 2002 in dieser Position von Sheriff Bojang abgelöst. Darüber hinaus fungierte er nach der Aufhebung des Einfrierens seiner Vermögenswerte Anfang 2001 auch als stellvertretender nationaler Mobilisierer der Alliance for Patriotic Reorientation and Construction (APRC) und als Vorsitzender des Wahlkampfkomitees für die Präsidentschaftswahl im Oktober 2001. Nach dem gescheiterten Putsch von 2006 wurde Baldehs Haus jedoch von Soldaten überfallen und bald darauf verließ er Gambia und zog nach Dakar, wo er 2014 starb.
Jammeh verweigerte die Bestattung in Gambia, worauf Baldeh in Dakar beigesetzt wurde.